# Байи, Жан-Кристоф
Жан-Кристоф Байи (фр. Jean-Christophe Bailly; 3 мая 1949, Париж) — французский поэт, прозаик, драматург, мыслитель-эссеист.

## Биография
Закончил филологический факультет Парижского университета (Нантерр). Издавал несколько журналов и книжных серий. Сотрудничает с театральными режиссёрами Франции, Италии, России. Автор книги о фаюмских портретах (1997), монографий о творчестве Швиттерса, Миро, Дюшана, Макса Эрнста, Доротеи Таннинг, работ о немецком романтизме, творчестве Бодлера, Бенжамена Пере, Жан-Пьера Дюпре, Жака Дюпена и др.

## Произведения
Стихотворения
- Défaire le vide (1974)
- L'étoilement (1978)
- L’oiseau Nyiro (1991)
- Blanc sur noir (1999)
- Basse continue (2000)

Проза
- Beau fixe (1985)
- Description d’Olonne (1992, премия France Culture)
- Tuiles détachées (2004)
- Le Dépaysement. Voyages en France (2011, премия Декабрь)

Драмы
- Céphéides (1983)
- Le Régent (1987)
- La medesima strada (1988)
- Pandora (1992)
- Fuochi Sparsi (1994)
- «Ночь в библиотеке» / Une nuit à la bibliothèque (1999, поставлена в Саратовском театре драмы в 2001 году)
- Sur le Vif (2003)

Эссе
- Le paradis du sens (1986)
- La fin de l’hymne (1991)
- Regarder la peinture (1992)
- Adieu, essai sur la mort des dieux (1993)
- Le propre du langage, voyage au pays des noms communs (1997)
- L’Apostrophe muette, essai sur les portraits de Fayoum (1997)
- Poursuites (2003)
- Le champ mimétique (2005)
- Le versant animal (2007)
- L’Atelier infini: 30 000 ans de peinture (2007)
- L’Instant et son ombre (2008)
- Le Visible est le caché (2009)
- Le temps fixé (2009)
- La Véridiction sur Philippe Lacoue-Labarthe (2011)
- Le Parti pris des animaux (2013)
- La Phrase urbaine (2013)